# Lago Ranco (comuna)

Lago Ranco é uma das quatro comunas pertencentes à província de Ranco na Região de Los Rios, Chile.
A comuna limita-se a norte com Futrono, a sul com Río Bueno, a oeste com La Unión e a leste com a Argentina.